# Sheriff

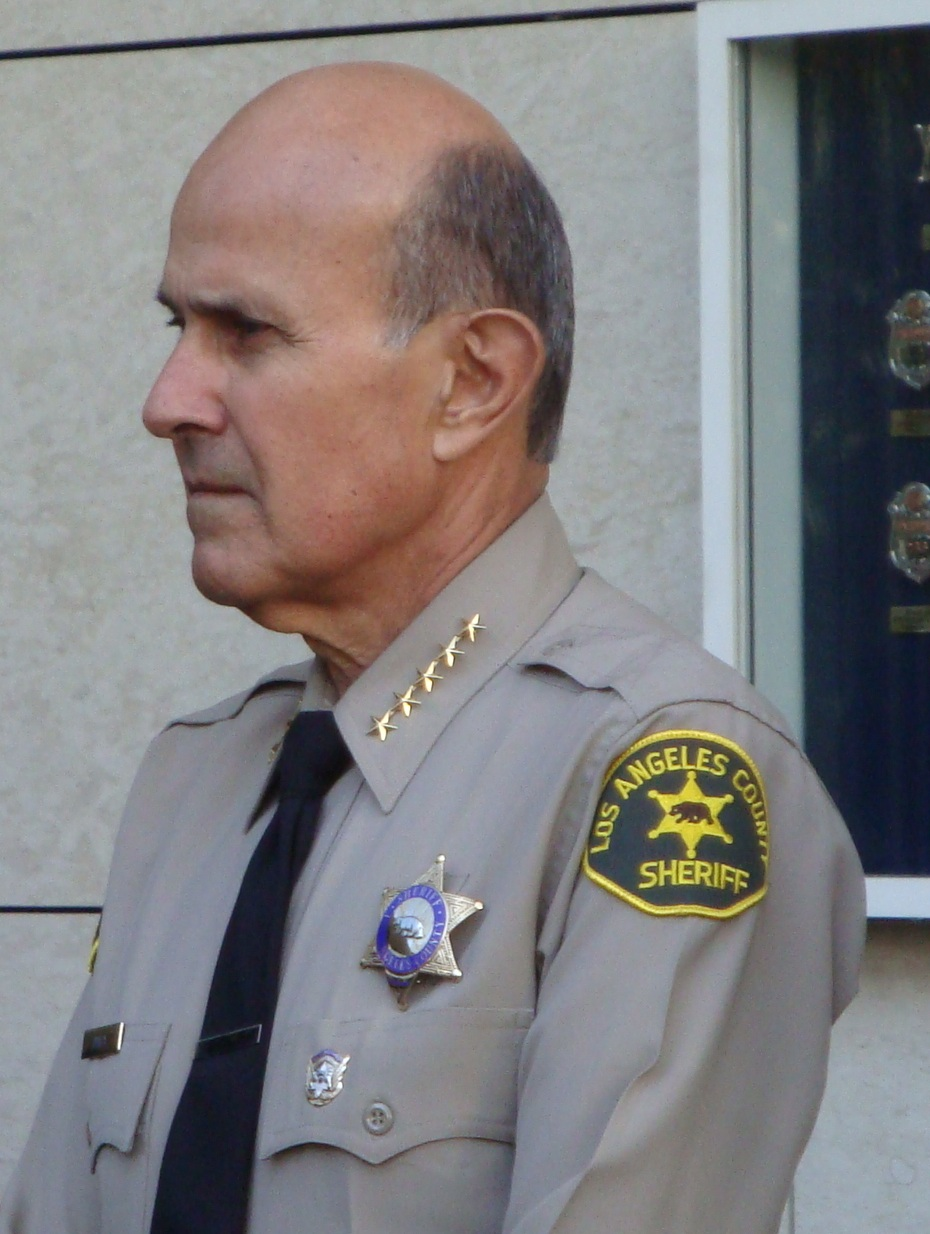
Un sheriff del condado de Los Ángeles

Sheriff es el nombre dado a un funcionario o a una autoridad policial y de justicia pública en vigor de varios países anglosajones como el Reino Unido, Estados Unidos o Canadá, y con vínculos históricos con Inglaterra, que es donde se originó dicho cargo. Si bien este anglicismo se usa comúnmente en español, en ocasiones se usan los términos alguacil y comisario como traducciones, siendo este último el recomendado por la RAE. Existe una oficina análoga en Islandia, aunque desarrollada de forma independiente, que comúnmente se traduce al inglés como sherif.

## Descripción
Históricamente, un sheriff era un funcionario legal con responsabilidad sobre un condado (shire), siendo el término una contracción de «shire reeve» (en inglés antiguo, scīrgerefa).
En inglés británico, el cargo político o legal, el mandato y la jurisdicción de un sheriff son conocidos en Inglaterra y Gales como shrievalty, y como sheriffdom en Escocia.
En los tiempos modernos la combinación específica de funciones legales, políticas y ceremoniales de un sheriff varía mucho de un país a otro.
- En Inglaterra, Irlanda del Norte y Gales, un sheriff (o high sheriff) es un funcionario ceremonial del condado o de la ciudad.
- En Escocia, los sheriffs son jueces.[7]
- En la República de Irlanda, en algunos condados y en las ciudades de Dublín y Cork, los sheriffs son funcionarios legales similares a los bailíos (bailiffs), y que en España se conocen como agentes judiciales.
- En Estados Unidos, un sheriff es un agente de policía juramentado cuyas funciones varían según los estados y los condados. Un sheriff es generalmente un funcionario electo de un condado determinado, cuyas funciones incluyen las de vigilar áreas no incorporadas, administrar las cárceles del condado, proporcionar seguridad a los tribunales del condado y (en algunos estados) tramitar órdenes y documentos judiciales. Además de estos servicios policiales y penitenciarios, un sheriff suele ser responsable de hacer cumplir la ley civil dentro de la jurisdicción en el que esté asignado.
- En Canadá existen sheriffs en la mayoría de las provincias. Los sheriffs provinciales normalmente se encargan del transporte de los presos, entregar órdenes judiciales y, en algunas provincias, ofrecer seguridad al sistema judicial, proteger a los funcionarios públicos, respaldar las investigaciones de los servicios policiales locales y, en Alberta, llevar a cabo la vigilancia del tráfico.
- En Australia y Sudáfrica, los sheriffs son funcionarios legales similares a los bailíos (o agentes judiciales). En estos países no se mantiene ningún vínculo entre los condados y los sheriffs.
- En la India, un sheriff es un cargo mayormente ceremonial en algunas ciudades importantes.

## Reino Unido
El término en inglés antiguo designaba a un funcionario real (un juez local) responsable de mantener la paz en un condado o condado en nombre del rey. El término se conservó en Inglaterra a pesar de la conquista normanda.
Hoy en día, el sheriff o high sheriff es un funcionario ceremonial del condado o de la ciudad. Algunas organizaciones comerciales utilizan el término para referirse a los funcionarios del Tribunal Superior.

### Escocia
En Escocia, un sheriff es un juez en los tribunales inferiores, denominados «Sheriff's Courts». Tiene un papel comparable con un magistrado en otros países, pero los sheriffs son normalmente abogados cualificados.

### Inglaterra
La palabra sheriff es una contracción del término shire reeve. Este término, descendiente de la palabra scīrgerefa en inglés antiguo, titulaba a un funcionario de la realeza encargado del mantenimiento de la paz por toda una comarca en nombre del rey. En otras palabras, un sheriff es un magistrado civil. El término se conservó en Inglaterra, a pesar de la conquista normanda. De los reinos anglosajones el término se extendió a otros países, en un primer momento a Escocia, luego a Irlanda y, finalmente, a los Estados Unidos.
Cada condado (shire) de Inglaterra tiene un High Sheriff (Sheriff Principal). Históricamente, el sheriff representaba al rey en su condado; hoy en día la posición es solamente honorífica.

## Estados Unidos
En la mayoría de estados de los Estados Unidos, cada condado (county) tiene un sheriff, responsable normalmente de las funciones policiales. En algunos condados el departamento del sheriff es la primera agencia policial; en otros hay policía municipal en cada municipio. En algunos estados, como Connecticut, la palabra marshal (con el mismo origen que el castellano «mariscal») se utiliza en lugar de sheriff. La aparición de este funcionario en los relatos (cuentos y novelas) ambientados en el Oeste estadounidense de la segunda mitad del siglo XIX y principios del siglo XX lo hizo una figura reconocida en el imaginario popular de Occidente, imagen que se difundió mucho más a partir de los medios masivos (radio, cine y televisión).

### California
En California, el sheriff de cada condado patrulla los distritos que no están incorporados (no forman parte de un municipio). El Departamento del Sheriff del condado de Los Ángeles es el más grande en los EE. UU., con 11 000 empleados.

### Delaware
Los sheriffs en Delaware no tienen funciones policiales; solo ejercen de fuerza de seguridad de los tribunales.

### Hawái
Hawái es el único estado en el que no hay policía municipal; los sheriffs de los cuatro condados de Hawái son el único nivel de policía. Aunque si existe la policía de Honolulu pero el sheriff tiene más responsabilidades.